# 1992년 동계 올림픽 칠레 선수단
1992년 동계 올림픽 칠레 선수단은 프랑스 알베르빌에서 개최된 1992년 동계 올림픽에 참가한 올림픽 칠레 선수단이다.

## 알파인 스키
- 닐스 린네버그
- 디에고 미로찌니
- 폴로 오플링거
- 알렉시스 라크로츠
- 모리시오 로텔라

## 참조
- 올림픽 공식 결과 보관됨 2012-02-04 - 웨이백 머신